# Placebo (album)
Placebo – debiutancka płyta brytyjskiego zespołu muzycznego Placebo, wydana 16 lipca 1996.

## Lista utworów
1. „Come Home” – 5:09
2. „Teenage Angst” – 2:42
3. „Bionic” – 5:00
4. „36 Degrees” – 3:05
5. „Hang on to Your IQ” – 5:13
6. „Nancy Boy” – 3:48
7. „I Know” – 4:44
8. „Bruise Pristine” – 3:35
9. „Lady of the Flowers” – 4:47
10. „Swallow” – 22:24
  - ostatnia ścieżka zawiera ukryty utwór pt. „H K Farewell” (od 14:52)

## Skład zespołu
- Brian Molko – gitary akustyczne i elektryczne, keytar, gitara basowa, śpiew
- Stefan Olsdal – gitara basowa, gitary akustyczne i elektryczne, syntezator Mooga, Baby Grand, piano Fendera
- Robert Schultzberg – bębny, instrumenty perkusyjne, didgeridoo

## Produkcja i inżynieria
- Brad Wood – produkcja
- Ed Kenehan – inżynieria

## Miejsce nagrań
- Westland Studios, Dublin, wiosna 1996

## Oprawa graficzna
- Saul Fletcher – zdjęcia chłopca widocznego na okładce
- Mary Scanlon – zdjęcie zespołu